# Marlow (Németország)
Marlow település Németországban, Mecklenburg-Elő-Pomeránia tartományban. Lakosainak száma 4673 fő (2023. december 31.). Marlow Gelbensande községgel határos.

## Népesség
A település népességének változása:
| Lakosok száma | 4577 | 4563 | 4665 | 4694 | 4673 |
|               | 2017 | 2019 | 2021 | 2022 | 2023 |